# Dragoljub Brnović
Dragoljub Brnović (ur. 2 listopada 1963 w Titogradzie) – piłkarz czarnogórski grający na pozycji pomocnika.

## Kariera klubowa
Brnović urodził się w stolicy Czarnogóry, ówczesnym Titogradzie. Karierę rozpoczął w klubie OFK Titograd i w jego barwach grał w sezonie 1980/1981 w drugiej lidze jugosłowiańskiej. Następnie latem 1981 przeszedł do czołowej drużyny czarnogórskiej, Budućnosti Titograd. Tam był podstawowym zawodnikiem i grał tam do końca sezonu 1987/1988. Następnie przeszedł do stołecznego Partizana Belgrad. W 1989 roku zdobył z tym klubem Puchar Jugosławii.
Latem 1989 roku Brnović przeszedł do francuskiego FC Metz, gdzie był jednym z trzech obcokrajowców obok Kameruńczyka André Kana-Biyika i Szkota Erika Blacka. W Metz grał do końca sezonu 1991/1992, ale nie odniósł większych sukcesów. W 1993 roku trafił do szwedzkiego Örgryte IS z Göteborga, a w 1994 wrócił do Metz. Latem 1994 zaczął grać w lidze luksemburskiej w zespole Arisu Bonnevoie. W 1996 roku zakończył karierę jako gracz tego klubu.
| Sezon   | Klub               | Kraj       | Rozgrywki             | Mecze | Bramki |
| ------- | ------------------ | ---------- | --------------------- | ----- | ------ |
| 1980/81 | OFK Titograd       | Jugosławia | II liga               | 13    | 0      |
| 1981/82 | Budućnost Titograd | Jugosławia | Prva liga Jugoslavije | 19    | 0      |
| 1982/83 | Budućnost Titograd | Jugosławia | Prva liga Jugoslavije | 31    | 0      |
| 1983/84 | Budućnost Titograd | Jugosławia | Prva liga Jugoslavije | 11    | 1      |
| 1984/85 | Budućnost Titograd | Jugosławia | Prva liga Jugoslavije | 28    | 1      |
| 1985/86 | Budućnost Titograd | Jugosławia | Prva liga Jugoslavije | 32    | 4      |
| 1986/87 | Budućnost Titograd | Jugosławia | Prva liga Jugoslavije | 32    | 1      |
| 1987/88 | Budućnost Titograd | Jugosławia | Prva liga Jugoslavije | 30    | 5      |
| 1988/89 | FK Partizan        | Jugosławia | Prva liga Jugoslavije | 27    | 4      |
| 1989/90 | FC Metz            | Francja    | Ligue 1               | 33    | 2      |
| 1990/91 | FC Metz            | Francja    | Ligue 1               | 31    | 1      |
| 1991/92 | FC Metz            | Francja    | Ligue 1               | 26    | 0      |
| 1993    | Örgryte IS         | Szwecja    | Allsvenskan           | 5     | 0      |
| 1993/94 | FC Metz            | Francja    | Ligue 1               | 6     | 0      |
| 1994/95 | Aris Bonnevoie     | Luksemburg | Nationaldivisioun     | 19    | 2      |
| 1995/96 | Aris Bonnevoie     | Luksemburg | Nationaldivisioun     | 18    | 2      |

## Kariera reprezentacyjna
W reprezentacji Jugosławii Brnović zadebiutował 14 października 1987 roku w wygranym 3:0 meczu eliminacji do Euro 88 z Irlandią Północną. W 1990 roku został powołany przez selekcjonera Ivicę Osima do kadry na Mistrzostwa Świata we Włoszech. Tam był podstawowym zawodnikiem i zagrał we wszystkich spotkaniach Jugosłowian: z RFN (1:4), z Kolumbią (1:0), ze Zjednoczonymi Emiratami Arabskimi (4:1), w 1/8 finału z Hiszpanią (2:1) oraz ćwierćfinale z Argentyną (0:0, karne 2:3). W kadrze Jugosławii rozegrał łącznie 25 meczów i zdobył jednego gola.